# Хилькевич, Фёдор Александрович
Фёдор Алекса́ндрович Хильке́вич (28 февраля 1908, Минск — 9 декабря 1973, Свердловск) — советский металлург, Герой Социалистического Труда (1958).

## Биография
Родился 28 февраля 1908 года в Минске в мещанской семье. Трудовую деятельность начал рабочим ленинградского завода «Красный выборжец».
В 1932 году окончил Ленинградский металлургический институт (с 1930 по 1934 годы — отраслевой вуз Ленинградского политехнического института) по специальности «производство чугуна», инженер-металлург.
В 1932—1934 годах — на Майкорском заводе (Юсьвинский район Уральской области); в 1934—1935 годах — служба в РККА; в 1936—1941 годах — на Криворожском металлургическом заводе: сменный мастер, заместитель начальника доменного цеха (с 1938).
В 1941 году эвакуирован в Нижний Тагил. В 1941—1962 годах — на НТМК: заместитель начальника, начальник доменного цеха, главный доменщик, заместитель директора по капитальному строительству — начальник УКСа.
В 1962—1966 годах — главный инженер, начальник управления чёрной металлургии Средне-Уральского совнархоза; с 1966 года — главный инженер, заместитель начальника ПО «Уралчермет».
Под его руководством на НТМК произведён капитальный ремонт доменных печей, внедрён метод отсева коксовой мелочи, что обеспечило большой прирост в выплавке чугуна. Автор трёх печатных работ. Внес более 10 рационализаторских предложений, внедренных в доменное производство, в том числе рацпредложение «Изменение системы автоматики воздухонагревателей» (1964).
Умер 9 декабря 1973 года в Свердловске, похоронен на Широкореченском кладбище.

## Награды
- Медаль «Серп и Молот» (1958);
- Орден Ленина (1958);
- трижды Орден Трудового Красного Знамени (1954, 1966, 1971);
- медали.